# Este-kultura
Este-kultura [ε'~] je željeznodobna kultura nazvana po velikom groblju otkrivenome (19. st.) u gradu Este nedaleko od Padove, Italija. Nositelji te kulture bili su Veneti, kojima se u predrimsko doba središte nalazilo u Esteu. U svetištu venetske božice Retije otkriveno je mnoštvo brončanih votivnih kipića, koji su izvor za proučavanje kulta, nošnje i oružja Veneta. Bogati nalazi Este-kulture čuvaju se u Museo nazionale atestino u Esteu. Bila je raširena po sjeveroistočnoj Italiji, zapadnoj Sloveniji i Istri od 10. do 2. st. pr. Kr. Razvijala se u više faza. Važna je druga faza kulture, u kojoj je počela proizvodnja brončanoga posuđa, osobito situla; vrhunac je dosegnula tijekom treće faze (7. do sredine 5. stoljeća pr. Kr.). Posuđe i kovinski dijelovi nošnje ukrašavali su se različitim geometrijskim motivima, likovima životinja, prizorima borbi, natjecanja, svečanih povorki, vjerskih obreda. Tehnike su bile iskucavanje, rjeđe cizeliranje. U trećoj fazi važna je pojava pisma, najčešće natpisi na stelama.

## Povijest
Prvu kronologiju razvoja u 4 faze (od 1000. do 200. pr. Kr.), temeljenu uglavnom na predmetima iz grobova i na tipologiji grobnica, predložio je Aldo Prosdocimi.
Početnu fazu označavaju bikonično oblikovane žare, ukrašene jednostavnim utisnutim geometrijskim motivima, okružene prilozima i postavljene u jednostavno ukopanu jamu, a vrhunac su razvoja konične keramičke posude ukrašene horizontalnim crveno-crnim prugama ili nizovima utisnutih brončanih čavlića.
Tijekom 7. st. pr. Kr. započela je izradba predmeta od tankoga brončanog lima, ukrašenih iskucavanjem, među kojima su najistaknutije situle. Grobovi su na površini bili označeni nakupinama kamenja, poslije zašiljenim pilastrima ili stelama, koje od III. faze nose i natpise na venetskom jeziku. Prema brojnosti i raznolikosti grobnih priloga razlikuju se društv. skupine, koje su u nekropolama posebno izdvajane.
Mnogobrojna svetišta u kojima su prinošene žrtve i pokloni božici Reitiji, Dioskurima, Diomedu i sl. razvila su se na važnim prometnicama između središta političke, vojne i gospodarske moći zajednica.
Kroz 4. i 3. st. pr. Kr. započela je dekadencija estenske kulture pod utjecajem i prevlasti Kelta, a nakon 200. pr. Kr. i romanizacijom.
Jake veze s prostorom sjevernoga Jadrana potvrđuju se tijekom cijeloga razdoblja estenske kulturne skupine, koja je sudjelovala i u oblikovanju identiteta histarske kulturne skupine. Iako su istraživači tumačili histarsku skupinu kao dio estenske kulture, dodiri s njom bili su razmjerno kasni i nikada nisu prevladavali. Utjecaji su vidljivi u situlskome repertoaru. Također su Veneti, Histri i Liburni u doba početaka romanizacije pripadali donekle homogenom sjevernojadranskom imenskom području.